# 聶斯脫里
聶斯脫里（希臘語：Νεστόριος，386年—451年），古敘利亞人，曾進入安提阿修道院作修士。中譯亦作聶斯多略、聶斯脱利、聶斯托留、涅斯脱里或涅斯多留等，於428年4月10日至431年6月22日出任君士坦丁堡宗主教，被東方教會追認為第1任大公長。
他被認爲是開創了聶斯脫里派的人物。他曾在擔任君士坦丁堡牧首的任內，反對亞流派在認為耶穌是「神人之間」的見解，但是他自己卻又另外提出一個見解，認為耶穌的神性與人性分開。在431年的以弗所公會議上，他的主張被認定為“異端”。

## 神學主張
他提出「基督二性連接說」 。「基督二性二位說」則是亞歷山大學派在會議上對他的基督論所提出的罪名。聶斯脫里認為瑪利亞只是生育耶穌肉體，而非付予神性，因此反對將她神化、禮敬，以「基督之母」的稱呼取代「天主之母」（也作「生神者」）。對於反對稱呼馬利亞為「生神者」並非聶斯脫里首先提出的論述，而是由一位長老亞他那修所提出，聶斯脫里本著為真理辯護的的熱情提文支持此說法。對於聶斯脫里而言，他所要批評的是亞歷山大學派過度強調耶穌的神性（拿先素斯的貴格利提出：「基督被動的肉身與神主動的神性融合，人性逐漸消失在神性之中，彷彿水溶在大海裡。」）安提阿學派所強調是耶穌真實存在在歷史之中，所以耶穌擁有完整的人性即是有理性、感性與自由意識。所以聶斯脫里所反對的是亞歷山大學派對於基督兩性融合為一新性的說法。但清楚的區分使得亞歷山大學派抓住了聶斯脫里認為基督有兩個位格的說法。
428年，聶斯脫里出任君士坦丁堡牧首，引起亞歷山大宗主教奚利爾猛烈抨擊。公元431年，以弗所公會議召開後，多個派別的衝突雖然被調解，但是聶氏被革除牧首的職務，其教派亦定作異端，最終客死在埃及。
1895年，聶斯脫里晚年的一部著作《大馬色人紇拉克斯的記述》（The Treatise of Heraclides of Damascus）在敘利亞被發現。在該書中聶斯脫里否認以弗所公會議的指責，並為自己辯護。聶斯脫里的解釋與傳統天主教會對他的觀點不同，和正統的基督論相近，從而有學者開始懷疑「聶斯脫里主義」是否真的是教會傳統指控的「不屬於三位一體範疇的教義」以及以弗所公會議的結論是否客觀公正。
1994年11月11日教宗若望保祿二世與東方亞述教會簽署了「共同聲明」，天主教會放棄在第三次大公會議──以弗所公會議上對於聶斯脫里的異端裁定，而接受其提出對於馬利亞的稱呼「基督之母（Mother of Christ）」或「我們上帝救主基督之母（the Mother of Christ our God and Saviour）」。
聶斯脫里在東方亞述教會中是被尊為聖徒，「聖聶斯脫里」（Saint Nestorius）古敘利亞語演變成「瑪·聶斯脫里」（Mar Nestorios）。

## 新教學者對聶斯脫里的看法
1539年，马丁·路德在其著作《宗教会议及教会论》（Von den Konzilli und Kirchen）中论及以弗所大公会议，并谈到了聂斯托里派的问题。路德认为，罗马教宗的宣告书，还有罗马教廷学者驳难聂斯托里的言论，都不过是说聂氏否认基督的神性，视基督为普通人，因而把一人格的基督，分解成神与人之二人格。路德认为，与攻击者相反，聂氏决不相信有两个基督，而只有唯一无二的基督，也就是说，聂氏确信基督是神而且是人。在一格上具有神人两性。这一点与大公教会最初的信仰全然相同。路德认为，聂斯托里之所以为异端，是因为他不理解基督神人二性的屬性相通，不理解上帝怎会为一名妇人所生。1580年完成的《協同書》为一群路德宗学者所写，他们曾提到上述1539年的文章，指出路德在该篇文章说明了聂斯托里之为异端的原因。
剑桥大学的贝休恩-贝克教授认为：在以弗所大会上形成的对聂斯托里的宣告，无论是从形式还是从实质上看，都决不是公平而有效的判决。他主张对聂氏的主张作公平无私的评析，认为这是承认信教自由原则的学者的义务。他断言，依据聂斯脱里的遗书及其他证据作公正的评判，聂氏的教理决不是异端 。
华人学者朱谦之认为聂斯托里的主张并非异端，他实际上是当时基督教中开明主义的代表，其被破门（斥为异端），完全是政治斗争的结果。李兆强则指出，聂斯脱里派始终服膺尼西亚信经，“近代学者已证明他的神学思想颇与正统信仰的体系一致。他的著作《大马色人纥拉克斯的记述》被发现后，学人更认定他与大公教会不同的地方，不在信仰的分歧，而在神学术语上的差别”。

### 引用
1. ↑  哈隆文 著：《宗教、異教和異端十講》，（西雅圖：真理書室，2002年），99。
2. ↑  .   [2007-08-09]. （原始内容存档于2007-09-30）.
3. ↑   吳昶興：〈再議涅斯多留基督論〉，《台灣浸信會神學院學術年刊》，2006 的存檔，存档日期2007-09-28.
4. 1 2  吳昶興，〈再議涅斯多留基督論〉，《台灣浸信會神學院學術年刊》，2006 的存檔，存档日期2007-09-28.
5. ↑  .   [2016-06-26]. （原始内容存档于2016-06-20）.
6. 1 2  孙尚扬、［比利时］钟鸣旦 著：《1840年前的中国基督教》
7. ↑  引自 龚天民：《唐朝基督教之研究》导言

## 外部連結
- 孫尚揚、鍾鳴旦，1840年前的中國基督教
- 吳昶興，〈再議涅斯多留基督論〉，《台灣浸信會神學院學術年刊》，2006
- 歸正教義 - 迦克墩(Chalcedon)信經 （页面存档备份，存于）
- 主內分享【正統教義】初代教會有關基督神人二性的辯論
- From Orthodoxwiki.org （页面存档备份，存于）
- Dialogue between the Syrian and Assyrian Churches from the Coptic Church
- The Coptic Church's View Concerning Nestorius
- From the Catholic Encyclopedia （页面存档备份，存于）
- English translation of the Bazaar of Heracleides （页面存档备份，存于）.
- Writing of Nestorius
- "The lynching of Nestorius" by Stephen M. Ulrich, concentrates on the political pressures around the Council of Ephesus and analyzes the rediscovered Bazaar of Nestorius.
- The Person and Teachings of Nestorius of Constantinople by Mar Bawai Soro, a very complete and biased Nestorian presentation from the point of view of the Church of East.